# Geelbruin schijfzwammetje
Het geelbruin schijfzwammetje (Bisporella subpallida) is een schimmel behorend tot de familie Helotiaceae. Hij leeft saprotroof op dode stammen, stobben en stronken van diverse loofbomen.

## Kenmerken
De schimmel is te herkennen aan de geelbruine gekleurde vruchtlichamen met een diameter tot 1,5 mm. De sporen zijn niet gesepteerd en meten 6-10 × 2,5-3 µm.